# ناحیه پسوتوم، شهرستان شمپین، ایلینوی
ناحیه پسوتوم، شهرستان شمپین، ایلینوی (به انگلیسی: Pesotum Township) یک منطقهٔ مسکونی در ایالات متحده آمریکا است که در شهرستان شمپین، ایلینوی واقع شده‌است. ناحیه پسوتوم ۸۴۵ نفر جمعیت دارد و ۲۱۲ متر بالاتر از سطح دریا واقع شده‌است.